# صموئيل أوسغود
صموئيل أوسغود هو سياسي أمريكي، ولد في 3 فبراير 1748 في Andover, Massachusetts ‏ في الولايات المتحدة، وتوفي في 12 أغسطس 1813 في نيويورك في الولايات المتحدة. نشط حزبياً في الحزب الفيدرالي الأمريكي. وقد انتخب عضو جمعية ولاية نيويورك ‏ وانتخب مدير مكتب البريد العام في الولايات المتحدة ‏ (26 سبتمبر 1789 – 12 أغسطس 1791).